# Нагорняк Максим Олександрович
Максим Олександрович Нагорняк (нар. 5 листопада 1995, Боярка, Київська область) — український блогер, автор і оглядач української музики.

## Життєпис
Народився 5 листопада 1995 року в Боярці, що на Київщині. Навчався в Боярській середній школі № 3. Здобув ступінь бакалавра з історії у НПУ імені Михайла Драгоманова та бакалавра і магістра з режисури естради та масових свят КНУКіМ.
З 2018 року — засновник та автор проєкту про українську музику «Bezodnya Music».
З 2021 року — музичний експерт на «Радіо Промінь».
Був членом професійного журі від України на Дитячому Євробаченні 2022. Наступного року членом журі української щорічної музичної премії «YUNA». 
Веде рубрику «Варто уваги» на радіостанції Radio Прищепкін.
Переможець «Muzvar Awards 2023» в номінації «Музична журналістика».
2024 року ввійшов до складу журі від України на Пісенному конкурсі Євробачення 2024. Голосування за кандидатів в журі проходило в сервісі Дія.

## Нагороди
- Премія Muzvar у категорії «Музична журналістика» (2023)[10].